# شهنوش رضی
شهنوش رضی (زادهٔ ۱۰ خرداد ۱۳۶۹ در تهران) بازیکن والیبال و معمار ایرانی است.
او سابقهٔ بازی در تیم‌های ملی والیبال بانوان را دارد. شهنوش رضی، با تیم والیبال بانوان دانشگاه آزاد در لیگ برتر والیبال زنان ایران ایران به کسب قهرمانی پرداخت.
تصویر شهنوش رضی هنگام از دست دادن امتیاز تیم دانشگاه آزاد مقابل پرسپولیس در المانیتور بازتاب گسترده‌ای در رسانه‌های جهان داشت.

## افتخارات
شهنوش رضی در سال ۱۳۹۷ به همراه تیم توانست بدون باخت به مقام قهرمانی دسته یک والیبال بانوان دست پیدا کند.
شهنوش رضی در سال 1387 به همراه تيم واليبال دانشگاه آزاد اسلامي قزوين ، قهرمان مسابقات واليبال دانشگاه هاي استان شد .

## دیدگاه‌ها
شهنوش رضی در گفتگو با ورزش بانوان، در خصوص حضور نماینده ایران در مسابقات جهانی لتونی، گفت: هر تیم ملی که از طرف ایران حالا با هر عنوانی به مسابقات جهانی اعزام می‌شود، پیام همبستگی، همدلی میان ملت‌ها را با خود به همراه می‌برد. با توجه به شرایط خاصی که بنا به اعتقادات مذهبی‌مان داریم حضور ما با حجاب و پوشش اسلامی ثابت می‌کند، زنان مسلمان حتماً در ورزش هم حرفی برای گفتن دارند.

## تحصیلات
دانشگاه آزاد اسلامی واحد تهران جنوب، با انتشار لیستی، از شهنوش رضی به عنوان یکی از چهره‌های مطرح فارغ‌التحصیل شده در این دانشگاه در کنار محمدرضا گلزار، علی دایی و احسان خواجه امیری نام برد.
شهنوش رضی، معتقد است یک ورزشکار موفق زمانی به تکامل می‌رسد که در مسیر زندگی حرفه‌ای ورزشی، دانش دیگری را فرا بگیرد و در زمینه علمی نیز پیشرفت کند.
این موضوع باعث شد که وی تحصیلات غیر مرتبط در حوزه ورزش را در رشته معماری تا کارشناسی ارشد ادامه دهد.

## چهره مردمی سال ۹۷
شهنوش رضی در سال ۹۷ به عنوان یکی از چهره های مردمی والیبال توسط برنامه نود انتخاب شد.